# Каросас, Юозас Юргио
Юо́зас Ю́ргио Каро́сас (лит. Juozas Jurgio Karosas; 4 июля (16 июля) 1890, д. Спрагуйтис, Вилькомирский уезд, Ковенская губерния, Российская империя, ныне Аникщяйский район, Литва — 6 июня 1981, Вильнюс, Литовская ССР, ныне Литва) — литовский композитор, дирижёр, органист и педагог. Народный артист Литовской ССР (1960).

## Биография
В 1912 году брал уроки у Юозаса Груодиса. В 1915 году пел в хоре Юрия Агренева-Славянского (Москва). В 1927 году окончил Рижскую консерваторию у Язепса Витолса (композиция), Петериса Йозууса (орган) и Эмиля Купера (дирижирование). До 1930 года — хормейстер и органист в Риге. В 1930—1937 годах — дирижёр симфонического оркестра радио и хора общества «Дайна» (Каунас). В 1937—1939 годах — директор музыкального училища в Клайпеде, в 1939—1945 годах — директор музыкального училища в Шяуляе, в 1945—1956 годах — директор и преподаватель Клайпедского музыкального училища и Клайпедского педагогического института. С 1956 года — преподаватель Литовской консерватории (Вильнюс), с 1965 года — доцент, а с 1977 года — профессор. С 1950 года — один из главных дирижёров республиканских праздников песни. Выступал в периодической печати по вопросам музыки. Занимался обработкой литовских народных песен.

## Память
- Его имя носит музыкальная школа в Клайпеде.
- В усадьбе, где родился композитор, устроен музей.

## Сочинения
- оратория «Труд и мир» (1950)
- оратория «Обретённая свобода» (на стихи Эдуардаса Межелайтиса, 1961)
- кантата «Венок Ильичу» (на стихи Стасиса Жлибинаса[лит.], 1969)
- баллада Освободителям (на стихи Бронюса Мацкявичюса[лит.], 1967)
- вокально-симфоническая поэма «Баллада об освободителях» (1967)
- «Литовская рапсодия» (1936)
- симфоническая увертюра К работе (1937)
- симфоническая сюита из 6 литовских народных танцев (1945)
- симфоническая сюита «Букет цветов» (1949)
- «Увертюра к 30-летию Октябрьской революции» (1947)
- симфоническая поэма с хором «За мир» (1950)
- симфоническая поэма «Саломея Нерис» (1958)
- симфоническая поэма «Праздничный Вильнюс» (1970)
- «Ода Великому Октябрю» (1967)
- симфония № 1 (1949)
- симфония № 2 (1954)
- концерт для фортепиано с оркестром (1947)
- 3 концерта для скрипки с оркестром (1947, 1969, 1971)
- 2 концерта для виолончели с оркестром (1948, 1964)
- концерт для альта и струнного оркестра (1963)
- «Рапсодия-поэма» (1957)
- «Сюита из литовских народных песен» для струнного оркестра (1940)
- 2 увертюры для духового оpкестра (1966, 1968)
- Соната для виолончели и фортепиано

## Литературные сочинения
- По пути звуков. — Каунас, 1937.  (лит.)
- Пройденный путь. — Вильнюс, 1976.  (лит.)

## Награды
- Заслуженный артист Литовской ССР
- 1954 — Орден «Знак Почёта»
- 1960 — Народный артист Литовской ССР
- 1972 — Государственная премия Литовской ССР
- 1980, 15 июля — Орден Дружбы народов[1]